# NGC 131
NGC 131 (другие обозначения — ESO 350-21, MCG −6-2-10, IRAS00271-3332, PGC 1813) — спиральная галактика с перемычкой (SBb) в созвездии Скульптора.
Галактика NGC 131 входит в состав группы галактик NGC 134. Помимо NGC 131 в группу также входят NGC 115, NGC 134, IC 1555, NGC 148, ESO 410-18 и NGC 150.

## История
Галактика открыта Джоном Гершелем 25 сентября 1834 года. Он описал её в «Общем каталоге туманностей» (General Catalogue of Nebulae, 1864) следующим образом: тусклая, довольно большая, довольно сильно удлинённая туманность с очень постепенно нарастающей яркостью к середине, к западу от другой галактики (NGC 134).
Этот объект входит в число перечисленных в оригинальной редакции «Нового общего каталога».

## Свойства
Галактика составляет оптическую и, вероятно, физическую пару с соседней, более крупной и яркой спиральной галактикой NGC 134, которая выглядит деформированной ввиду приливного взаимодействия с NGC 131 или какой-либо другой близкой галактикой. NGC 131 входит в группу NGC 134 — небольшую группу галактик, состоящую из 7 членов и принадлежащую скоплению Девы. Лучевая скорость галактики составляет 1416 км/с.

## Визуальные наблюдения
Видимые угловые размеры галактики 1,9′×0,6′, визуальная звёздная величина 13,1m. При визуальных наблюдениях в 25-см любительский телескоп со светосилой f /16 она выглядит очень тусклой и маленькой, несколько меньше, чем ядро её компаньона по паре NGC 134, находящегося к востоку от NGC 131. Галактика вытянута в направлении с восток-северо-востока на запад-юго-запад (позиционный угол 63°), наблюдается почти с ребра. К северо-востоку видна тусклая звезда.